# Pułk Soria
Pułk lekkiej piechoty "Soria" nr 9 – pułk hiszpański; obecnie stacjonuje na Wyspach Kanaryjskich.
Pułk istnieje od 1509 gdy król Hiszpanii stworzył w Neapolu oddział wojskowy: Tercio de Zamudio, od Pedro de Zamudio - pierwszego jego dowódcy. Pułk miał bronić Neapolu przed Francuzami.
Od 1711 pułk nosi nazwę Soria.
W 1715 pułk przemianowany został na: Regimiento de Infantería Soria nº 3. Pułk walczył w Portugalii (1711–12), o Baleary (1715), Gibraltar (1727), Oran (1732). W 1734 przeniesiony do Italii. Żołnierze pułku walczyli w bitwach pod Bitonto (1.734), Monte Albano (1.744) i Piacenza (1.746). Następnie walczył o bazę Pensacola (1781) przeciw Anglikom, w Peru przeciw powstaniu Tupac Amaru (1783–87) i w wojnie o Roussillon z Francuzami (1793–1795). Żołnierze pułku walczyli też w wojnach napoleońskich.

## Bibliografia

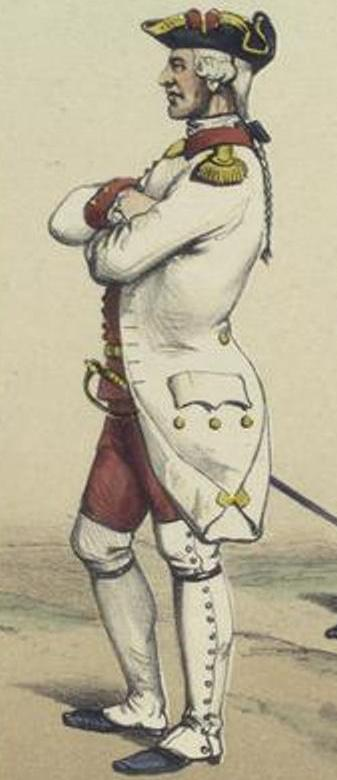
kapitan z pułku Soria